# Podosilis jendeki
Podosilis jendeki es una especie de coleóptero de la familia Cantharidae.

## Distribución geográfica
Habita en Guizhou (China).